# Alex Beaulieu-Marchand
Alex Beaulieu-Marchand (født 3. marts 1994) er en canadisk freestyle skiløber. Han har deltaget ved Vinter-OL to gange; Sochi '14 og PyeongChang '18. Ved Vinter-OL 2018 vandt han en bronzemedalje i Slopestyle.
Ved X Games Aspen 2019 vandt ABM sølv i både Slopestyle og Big Air.